# 董晗鵬
董晗鵬，MP（1977年—），加拿大無黨籍政治人物，现任多倫多河谷北選區国会议员。董晗鵬於2019年代表自由黨當選為下議院議員，曾於2014年至2018年期间担任安大略自由党選區Trinity-Spadina的省议会议员 。 
2023年3月，董因被指控建议中国驻多伦多总领事反对释放迈克尔·斯帕弗與康明凱，并帮助领事馆干预2019年加拿大联邦选举，而退出自由党黨團，现为無黨籍議員。

## 背景
董晗鵬出生于上海。他在13岁时随家人移居多伦多，他们定居在多伦多的Parkdale社区。 他與妻子Sophie以及其两名孩子居住在多伦多。 
董曾担任Chianti Foods的营销总监，其後在非营利性的加拿大上海商会（Canada Shanghai Business Association）工作。自从转向政坛后，他在皇后公园工作了九年，担任安大略自由党内阁部长Gerry Phillips的省議員联络人，最近擔任公民和移民部长Michael Coteau的社区外展高级顾问。 
2023年3月21日，根据加拿大环球邮报报道和加拿大安全情报局文件，董晗鹏被指控协助中国驻加拿大大使馆干预加拿大选举，并且提出中方应该推迟释放两名加拿大人质。董晗鹏因为该指控退出自由党党团。他否认该指控，并且称要提告环球邮报。